# Het Televisiehuis
Het Televisiehuis is een Vlaams productiehuis. Het is het interne productiehuis van de openbare omroep VRT en maakt uitsluitend televisieprogramma's voor de zenders VRT 1 en VRT CANVAS.
Het ontstond begin 2010 door de samenvoeging van de televisieactiviteiten van de VRT-productieafdelingen/departementen Weten, Magazines, Fictie en Entertainment, terwijl vooral in laatstgenoemde domeinen heel wat uitbesteed wordt aan commerciële productiehuizen.

## Programma's
Het Televisiehuis maakt(e) allerhande eigen VRT-producties, zoals:
- Dramaseries:
  - Thuis
  - Witse
  - Wolven

- Komedies:
  - F.C. De Kampioenen
  - Zonde van de zendtijd
  - De Chriscollectie
  - Loslopend wild

- Show & Entertainment:
  - Eurosong
  - Goeie Vrijdag
  - Kom op tegen Kanker
  - De MIA's

- Magazine & Actua:
  - De Rode Loper
  - Vlaanderen Vakantieland
  - Plat préféré
  - Publiek geheim
  - Bonjour Congo
  - Ook getest op mensen
  - 1000 zonnen
  - Iedereen beroemd
  - Man over woord

- Quiz:
  - De Canvascrack